# Адамсон, Джордж Горацио
Горацио Джордж А́дамсон (28 ноября 1860 — 1955) — британский дерматолог. Он учился в Госпитале Святого Варфоломея, получив звание доктора медицинских наук в 1888 году. Он изучал дерматологию в госпитале Миддлсекс в Лондоне под руководством Джона Джеймса Прингла. С 1909 по 1928 год он читал лекции и практиковал дерматологию в Госпитале Святого Варфоломея.
Во время работы в одном из приютов Адамсон проявил интерес к микологии и модифицировал методику рентгеновской эпиляции, разработанную Робертом Кинбеком, для выявления и лечения опоясывающего лишая волосистой части головы.